# 594 (číslo)
Pět set devadesát čtyři je přirozené číslo.Následuje po čísle pět set devadesát tři a předchází číslu pět set devadesát pět. Římskými číslicemi se zapisuje DXCIV a řeckými číslicemi φϟδ.

## Matematika
594 je:
- Abundantní číslo
- Složené číslo
- Nešťastné číslo

## Astronomie
- (594) Mireille je planetka hlavního pásu, kterou objevil v roce 1906 Max Wolf

## Ostatní
- +594 je mezinárodní telefonní předvolba Francouzské Guyany

## Roky
- 594
- 594 př. n. l.